# Prêmio Lila Ripoll de Poesia
O Prêmio Lila Ripoll de Poesia é um prêmio de literatura brasileiro, oferecido pela Assembleia Legislativa do Rio Grande do Sul (ALERGS) pelas melhores poesias submetidas ao concurso, desde a sua instituição em 5 de julho de 2004.

## História
O Prêmio Lila Ripoll de Poesia foi criado pela Assembleia Legislativa do Estado do Rio Grande do Sul (ALERGS) por iniciativa da então deputada estadual Jussara Cony, que apresentou o projeto de resolução em 2003, no contexto do Projeto “Mulheres Poetando” – coletânea de poemas escritos por servidoras da ALERS, visando homenagear a memória da poetisa gaúcha Lila Ripoll.
Esta premiação foi instituída por meio da Resolução nº 2.910, de 5 de julho de 2004, vindo a ser regulamentada por meio da Resolução de Mesa nº 640/2005.

## Finalidade
O prêmio buscar estimular a criação literária e o desenvolvimento cultural ao contemplar poesias que envolvem temáticas relativas a causas sociais e, também, a questões de gênero.
Tradicionalmente, as poesias vencedoras costumam ser publicadas pela ALERGS sob a forma de separata.

## Primeira e últimos(as) premiados(as)
| Ano    | Edição | Premiado(a)                                            | Cidade             | Estado              | Poema                               | Ref   |
| ------ | ------ | ------------------------------------------------------ | ------------------ | ------------------- | ----------------------------------- | ----- |
| 2005   | 1ª     | Célia Maria Maciel                                     | Cachoeira do Sul   | Rio Grande do Sul   | Outono de 2005                      | [ 4 ] |
| Vários |        |                                                        |                    |                     |                                     |       |
| 2018   | 13ª    | Jussára Custódia Godinho                               | Caxias do Sul      | Rio Grande do Sul   | Pois é, Drummond, os tempos mudaram | [ 5 ] |
| 2019   | 14ª    | Thamires Andrade Reis                                  | São Paulo          | São Paulo           | Ombros                              | [ 6 ] |
| 2020   |        | edição não realizada por causa da pandemia de Covid-19 |                    |                     |                                     |       |
| 2021   | 15ª    | Cândido Brasil                                         | Cachoeirinha       | Rio Grande do Sul   | Filho da luta                       | [ 7 ] |
| 2022   | 16ª    | Marcelo da Silva Rocha                                 | São Borja          | Rio Grande do Sul   | Poema Fechado                       | [ 8 ] |
| 2023   | 17ª    | Patrícia Casal Dalla Lasta                             | Esteio             | Rio Grande do Sul   | O Pequeno Cuspidor de Fogo          |       |
| 2024   | 18ª    | Patrícia de Almeida Dantas                             | São José de Mipibu | Rio Grande do Norte | Mulher em Combustão                 |       |